# 1548 en science
| Années de la science : 1545 - 1546 - 1547 - 1548 - 1549 - 1550 - 1551    |
| Décennies de la science : 1510 - 1520 - 1530 - 1540 - 1550 - 1560 - 1570 |

Cet article présente les faits marquants de l'année 1548 en science.

## Événements
- 10 août : confrontation à Milan entre les mathématiciens italiens Niccolo Fontana Tartaglia et Lodovico Ferrari concernant la  méthode algébrique permettant de résoudre les équations du troisième degrés, à l'avantage du dernier[1].

## Publications
- Georgius Agricola : De animantibus subterraneis, 1548 ;
- Valerius Cordus : Pharmacorum conficiendorum ratio, 1548, posthume ;
- Rembert Dodoens : Cosmographica in astronomiam et geographiam isagoge, 1548 ;
- Gemma Frisius : De Orbis divisione et insulis rebusque nuper inventis, 1548 ;
- Jacobus Sylvius : De Medicamentorum Simplicum delectu, praeparationibus, mistionis modo, libri tres, Tornaesium, Londres, 1548 ;
- William Turner : The names of herbes in Greke, Latin, Englishe Duche and Frenche wyth the commune names that Herbaries and Apotecaries use, 1548.

## Naissances

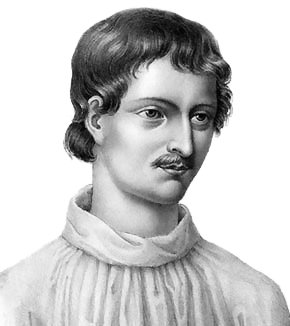
Giordano Bruno

- Janvier : Giordano Bruno (mort en 1600), moine dominicain, philosophe et théologien italien.
- 15 avril : Pietro Cataldi (mort en 1626), mathématicien italien.

- Jacques de Cahaignes (mort en 1612), médecin français.
- Simon Stevin (mort en 1620), ingénieur, mécanicien et mathématicien flamand.

## Décès
- 29 septembre : Walther Hermann Ryff (né en 1500), chirurgien.

- Pedro Sanchez Ciruelo, (né en 1470), mathématicien et théologien espagnol.